# Pararge postherdoniaepar
Pararge postherdoniaepar är en fjärilsart som beskrevs av Ruggero Verity 1953. Pararge postherdoniaepar ingår i släktet Pararge och familjen praktfjärilar. Inga underarter finns listade i Catalogue of Life.